# Episodi de Il Santo (seconda stagione)
La seconda stagione della serie televisiva Il Santo è andata originariamente in onda in Gran Bretagna dal 19 settembre 1963 al 19 marzo 1964 sul network ITV, per un totale di 27 episodi. Nella seconda serie, anche dato il corposo numero di episodi rispetto alla prima stagione, avviene la maturazione del personaggio del Santo, che sullo schermo viene rappresentato in grande aderenza ai romanzi di Charteris.
| nº | Titolo originale          | Titolo italiano              | Prima TV USA      |
| -- | ------------------------- | ---------------------------- | ----------------- |
| 1  | The Fellow Traveller      | Compagno di viaggio          | 19 settembre 1963 |
| 2  | Starring the Saint        | Morte di un produttore       | 26 settembre 1963 |
| 3  | Judith                    | Judith                       | 3 ottobre 1963    |
| 4  | Teresa                    | Teresa                       | 10 ottobre 1963   |
| 5  | The Elusive Ellshaw       | L'elusivo sig. Ellshaw       | 17 ottobre 1963   |
| 6  | Marcia                    | Rivale pericolosa            | 24 ottobre 1963   |
| 7  | The Work of Art           | Dollari per l'OAS            | 31 ottobre 1963   |
| 8  | Iris                      | Uno spettacolo deprimente    | 7 novembre 1963   |
| 9  | The King of the Beggars   | Re dei mendicanti            | 14 novembre 1963  |
| 10 | The Rough Diamonds        | Diamanti grezzi              | 21 novembre 1963  |
| 11 | The Saint Plays with Fire | Templar gioca col fuoco      | 28 novembre 1963  |
| 12 | The Well-meaning Mayor    | Il sindaco Sam Purdell       | 5 dicembre 1963   |
| 13 | The Sporting Chance       | La rivincita                 | 12 dicembre 1963  |
| 14 | The Bunco Artist          | 8000 sterline per una chiesa | 19 dicembre 1963  |
| 15 | The Benevolent Burglary   | Il simpatico scassinatore    | 26 dicembre 1963  |
| 16 | The Wonderful War         | L'onniveggente Templar       | 2 gennaio 1964    |
| 17 | The Noble Sportsman       | Il nobile sportivo           | 9 gennaio 1964    |
| 18 | The Romantic Matron       | Una romantica vedovella      | 16 gennaio 1964   |
| 19 | Luella                    | Il mio amico Bill            | 23 gennaio 1964   |
| 20 | The Lawless Lady          | Vedova pericolosa            | 30 gennaio 1964   |
| 21 | The Good Medecine         | La scaltra Denise            | 6 febbraio 1964   |
| 22 | The Invisible Millionaire | Il milionario invisibile     | 13 febbraio 1964  |
| 23 | The High Fence            | Il grande ricettatore        | 20 febbraio 1964  |
| 24 | Sophia                    | Sophia                       | 27 febbraio 1964  |
| 25 | The Gentle Ladies         | Signore gentili              | 5 marzo 1964      |
| 26 | The Ever-Loving Spouse    | Prove per un divorzio        | 12 marzo 1964     |
| 27 | The Saint Sees It Through | Le dodici miniature          | 19 marzo 1964     |

## Compagno di viaggio
- Titolo originale: The Fellow Traveller
- Diretto da: Peter Yates
- Scritto da: Harry W. Junkin

### Trama
Un certo Matson, che sembra sconvolto, dà appuntamento a Simon Templar nel piccolo villaggio di Stevenage ma, prima che abbia avuto il tempo di spiegarsi, gli vengono sparati tre proiettili da un revolver. Il poco che riesce a dire prima di spirare indirizza il Santo verso un caso di spionaggio che sembra ruotare attorno al Blue Goose, un casinò.
- Altri interpreti: Dawn Addams (Magda Vamoff), Glyn Owen (Sovrintendente Kinklake), Angus Lennie (McTavish), Ray Austin (Marsh)

## Morte di un produttore
- Titolo originale: Starring the Saint
- Diretto da: James Hill
- Scritto da: Harry W. Junkin

### Trama
Simon Templar viene ingaggiato da un produttore disonesto, che vuole fare un film sulla sua vita. Quando il produttore verrà trovato ucciso, solo il Santo riuscirà a sbrogliare la matassa tra attori in bolletta, attricette di belle speranze, sceneggiatori ambiziosi e segretarie silenti.
- Altri interpreti: Ronald Raff (Byron Ufferlitz), Alfred Burke (Groom), Monica Stevenson (segretaria di Ufferlitz), Wensley Pithey (ispettore Teal), Ivor Dean (avvocato di Ufferlitz)

## Judith
- Titolo originale: Judith
- Diretto da: Robert Lynn
- Scritto da: Leonard Grahame

### Trama
Simon Templar è in Canada e si trova coinvolto nella lotta per aggiudicarsi un brevetto meccanico, conteso tra fratelli idealisti e loschi procacciatori d'affari. A chiedere il suo aiuto è la figlia dell'ideatore del brevetto.
- Altri interpreti: Julie Christie (Judith), David Bauer (Burt Northwade), Margo Johns (Ellen Northwade), John Serret (Ispettore Henri Lavin)

## Teresa
- Titolo originale: Teresa
- Diretto da: Robert Lynn
- Scritto da: Leonard Grahame

### Trama
Simon Templar è in Messico dove aiuterà la bella Teresa a capire se il marito, rivoluzionario disertore, è morto ucciso dai nazionalisti filogovernativi, oppure si è dato alla macchia, unendosi alla guerriglia.
- Altri interpreti: Lana Morris (Teresa Alvarez), Eric Pohlmann (Casemegas), Marne Maitland (Borota)

## L'elusivo sig. Ellshaw
- Titolo originale: The Elusive Ellshaw
- Diretto da: John Moxey
- Scritto da: Harry W. Junkin

### Trama
Simon Templar indaga sul misterioso signor Ellshaw, un tempo scomparso, che all'improvviso ricompare e vivrebbe in una casa vuota ove dopo poco, viene trovata morta la moglie, signora Ellshaw.
- Altri interpreti: Richard Vernon (Sir John Ripwell), Anthony Bate (Martin Irelock)

## Rivale pericolosa
- Titolo originale: Marcia
- Diretto da: John Krish
- Scritto da: Harry W. Junkin

### Trama
Marcia è un'attrice suicidatasi dopo che un anonimo aggressore le aveva gettato addosso dell'acido. Simon Templar aiuterà l'attrice che ha preso il posto di Marcia a capire chi è che la minaccia di farle fare la stessa fine di Marcia.
- Altri interpreti: Samantha Eggar (Claire Avery), Philip Stone (Ispettore Carlton)
- L'episodio è tratto dal terzo racconto del volume L'Asso dei furfanti (The Saint in Action) del 1937.

## Dollari per l'OAS
- Titolo originale: The Work of Art
- Diretto da: Peter Yates
- Scritto da: Harry W. Junkin

### Trama
A Parigi Simon Templar cerca di capire cosa ci sia dietro le strane mosse di un uomo d'affari, che faceva frequenti viaggi in Algeria.
- Altri interpreti: Martin Benson (Louis Quintana)
- L'episodio è basato sul primo dei racconti del volume L'Asso dei furfanti (The Saint in Action) del 1937. Nel libro l'azione si svolge durante la guerra civile spagnola, e al posto dell'OAS Charteris inserisce le milizie franchiste.

## Uno spettacolo deprimente
- Titolo originale: Iris
- Diretto da: John Gilling
- Scritto da: Bill Strutton

### Trama
Un taglieggiatore di commercianti fa incendiare un'edicola, uccidendo anche il proprietario. Simon Templar, al telefono, sembra ricattarlo per tale delitto, chiedendogli 10.000 sterline da spedire a fermo posta.
- Altri interpreti: Barbara Murray (Iris Lansing), Ferdy Mayne (Stratford Keene)

## Re dei mendicanti
- Titolo originale: The King of the Beggars
- Diretto da: John Gilling
- Scritto da: John Gilling

### Trama
Il Santo è a Roma dove arriverà a fingersi cieco e mendicante, al fine di scoprire chi si cela dietro il racket che taglieggia tutti i mendicanti della città eterna.
- Altri interpreti: Maxine Audley (Dolores Marcello), Oliver Reed (Joe Catelli)

## Diamanti grezzi
- Titolo originale: The Rough Diamonds
- Diretto da: Peter Yates
- Scritto da: Bill Strutton

### Trama
Un trasferimento di un ingente carico di diamanti dal Sud Africa viene rubato con troppa facilità. Il Santo, che vegliava anche lui sul carico, scoprirà l'insospettabile che si cela dietro il furto.
- Altri interpreti: Douglas Wilmer (Alan Uttershaw), Ivor Dean (Ispettore Claude Eustache Teal), Paul Stassino (Ricco), Ray Austin (Joe), Geoffrey Palmer (Pete Ferguson)

## Templar gioca col fuoco
- Titolo originale: The Saint Plays with Fire
- Diretto da: Robert S. Baker
- Scritto da: John Kruse

### Trama
Il Santo si trova, suo malgrado, coinvolto nelle trame ordite da un'organizzazione neonazista inglese, i cui membri hanno già ucciso un giornalista.
- Altri interpreti: Robert Brown (Howard Jackman), John Hollis (West), Joe Robinson (Austin), Margaretta Scott (Lady Gwen Sangore)

## Il sindaco Sam Purdell
- Titolo originale: The Well-meaning Mayor
- Diretto da: Jeremy Summers
- Scritto da: Robert Stewart

### Trama
Il Santo è sulla costa inglese e si trova coinvolto negli intrighi politici che ruotano attorno alla figura dell'onesto sindaco Purdell.
- Altri interpreti: Norman Bird (George Hackett)

## La rivincita
- Titolo originale: The Sporting Chance
- Diretto da: Jeremy Summers
- Scritto da: Robert Stewart

### Trama
- Altri interpreti: Derren Nesbitt (Netchideff), Carol Cleveland (Marion Kent)

## 8000 sterline per una chiesa
- Titolo originale: The Bunco Artist
- Diretto da: Peter Yates
- Scritto da: Lewis Davidson

### Trama
Con la scusa di un'elargizione per la chiesa, la perpetua si fa derubare di un'ingente somma di denaro. Solo l'astuzia del Santo permetterà il recupero della somma dopo una serie di peripezie in Costa Azzurra.
- Altri interpreti: John Glyn-Jones (Vicario Stone), André Maranne (Louis), John Standing (Connestabile)

## Il simpatico scassinatore
- Titolo originale: The Benevolent Burglary
- Diretto da: Jeremy Summers
- Scritto da: Larry Forrester

### Trama
Templar aiuta un suo amico squattrinato a sposare la figlia di un miliardario. Il riccone riceverà anche una lezione sui veri valori della vita.
- Altri interpreti: André Maranne (Operatore radiofonico)

## L'onniveggente Templar
- Titolo originale: The Wonderful War
- Diretto da: Robert S. Baker
- Scritto da: John Graeme

### Trama
Il Santo si cimenterà nel rovesciare una dittatura mediorientale appena insediata, facendo tornare sul trono il giovane e legittimo erede della dinastia. 
- Altri interpreti: Noel Purcell (Mike Kelly), Alfred Burke (Harry Shannet), David Graham (Ahmed), John Bennett (Raschid), Ferdy Mayne (Imam), Jack Lambert (John McAndrew)
- Episodio tratto dal secondo racconto della raccolta "Protagonista il Santo" (Featuring the Saint, 1931); l'episodio sposta l'ambientazione dal centro America al medio Oriente.

## Il nobile sportivo
- Titolo originale: The Noble Sportsman
- Diretto da: Peter Yates
- Scritto da: John Graeme

### Trama
Un ricco e attempato nobiluomo sta per diventare padre del figlio che gli darà la sua giovane e bella seconda moglie. Ma i dubbi sulla fedeltà della consorte lo attanagliano e un losco affarista non sembra voler mollare la presa su un affare sfumato per colpa del nobile. Infatti quest'ultimo riceve minacce di morte ed è bersaglio di un tiratore piuttosto maldestro. Solo il Santo sbroglierà la matassa.
- Altri interpreti: Anthony Quayle (Lord Thornton Yearley), Sylvia Syms (Lady Anne Yearley), Francis Matthews (Paul Farley), Paul Curran (Bruno Walmar), Jane Asher (Rose Yearley)

## Una romantica vedovella
- Titolo originale: The Romantic Matron
- Diretto da: John Paddy Carstairs
- Scritto da: Larry Forrester

### Trama
Una giovane vedova di nome Beatrice Carrington arriva a Buenos Aires. Mentre si trasferisce nell'hotel, un certo Ramon viene a scusarsi per aver urtato la sua auto. Molto rapidamente, la giovane donna cade sotto l'incantesimo di quest'uomo misterioso che si rivelerà essere un militante antifascista. Successivamente la donna si offre di aiutarlo a portare una grande valigetta. Sentendosi seguita e minacciata, coinvolge Simon Templar nel caso, nonostante il divieto di parlarne, e gli affida la valigetta. Templar scopre quindi che Ramon è in realtà un ladro che cerca di lasciare il paese con tutto l'oro rubato. Dopo le riparazioni, l'auto della giovane donna ha guadagnato molto valore grazie al paraurti in oro massiccio. Dopo alcune traversie, Templar fa in modo che la banda sia arrestata.
- Altri interpreti: Ann Gillis (Beryl Carrington), John Carson (Ramon Venino)

## Il mio amico Bill
- Titolo originale: Luella
- Diretto da: Roy Baker
- Scritto da: John Kruse e Harry W. Junkin

### Trama
Un amico americano del Santo cade nella trappola di due truffatori, che lo incastrano con una foto compromettente. Solo il Santo salverà l'onore ed il matrimonio del suo amico Bill.
- Altri interpreti: David Hedison (Bill Harvey), Suzanne Lloyd (Doris Harvey), Sue Lloyd (Luella)

## Vedova pericolosa
- Titolo originale: The Lawless Lady
- Diretto da: Jeremy Summers
- Scritto da: Harry W. Junkin

### Trama
Il Santo "aggancia" una nobile russa decaduta, che sa essere a capo di una banda specializzata in furti di gioielli. Si unirà a loro, apparentemente per un colpo milionario da compiersi durante una crociera. Templar in realtà vuole assicurare alla giustizia i ladri che hanno ucciso una suo amico. 
- Altri interpreti: Dawn Addams (Contessa Audrey Morova), Julian Glover
- L'episodio è tratto da uno dei racconti della raccolta Entra il Santo (Enter The Saint) del 1931; l'episodio è il più vecchio racconto del Santo adattato per la televisione.

## La scaltra Denise
- Titolo originale: The Good Medecine
- Diretto da: Roy Baker
- Scritto da: Norman Borisoff

### Trama
La scaltra Denise fa di cognome Dumont e, facendo leva sul sulla sua spropositata ambizione, in pochi anni è a capo di una grande azienda di cosmetici. Il Santo aiuterà l'ex marito di Denise, a cui lei ha sottratto svariati brevetti, ad avere giustizia.
- Altri interpreti: Barbara Murray (Denise Dumont), John Bennett (Conte Alfredo), Jean Marsh (cognata di Denise)

## Il milionario invisibile
- Titolo originale: The Invisible Millionaire
- Diretto da: Jeremy Summers
- Scritto da: Kenneth Hayles

### Trama
Un milionario ha un pauroso incidente stradale. Ustionato sul viso, trascorre la convalescenza in casa propria, con il volto totalmente fasciato e senza poter parlare. Durante la malattia sembra che stia svendendo il suo patrimonio. La sua segretaria, sospettando qualcosa di losco, cerca di avvertire il Santo, ma viene uccisa prima di riferirgli i suoi sospetti.
- Altri interpreti: Michael Goodliffe (dottor Howard Quintus), Nigel Stock (Jim Chase), Eunice Gayson (Nora Prescott), Jane Asher (Ellen Chase), Basil Dignam (Marvin Chase), Mark Eden (Bertrand Tamblin)
- L'episodio, è tratto dal secondo racconto contenuto nella raccolta Follow the Saint (1939)

## Il grande ricettatore
- Titolo originale: The High Fence
- Diretto da: James Hill
- Scritto da: Harry W. Junkin

### Trama
Una banda di ladri di gioielli riesce a farla franca troppe volte. Solo il Santo, aiutato da un ex poliziotto in forza ad una compagnia assicurativa, sbroglierà la matassa.
- Altri interpreti: Suzanne Lloyd (Gabby Forest), Ivor Dean (Ispettore Claude Eustache Teal), Reginald Beckwith (Enderby), Peter Jeffrey (Quincy)

## Sophia
- Titolooriginale: Sophia
- Diretto da: Roger Moore
- Scritto da: Robert Stewart

### Trama
- Altri interpreti: Oliver Reed (Aristides Koralis), Imogen Hassall (Sophia Arnetas), Tommy Duggan (Stavros Arnetas), Wolfe Morris (Gorgo)

## Signore gentili
- Titolo originale: The Gentle Ladies
- Diretto da: Jeremy Summers
- Scritto da: John Graeme

### Trama
Tre arzille nonnine vengono ricattate da un losco londinese, intenzionato a estorcere loro una grande somma di danaro.
- Altri interpreti: Barbara Mullen (Violet Warshed), Timothy Bateson (Charley Butterworth)

## Prove per un divorzio
- Titolo originale: The Ever-Loving Spouse
- Diretto da: Ernest Morris
- Scritto da: Norman Borisoff

### Trama
Un industriale, vittima di un ricatto, chiede aiuto al Santo. La situazione virerà al tragico quando in gioco entreranno la moglie dell'industriale e il suo amante, incidentalmente collaboratore del ricattato.
- Altri interpreti: Barry Jones (Otis Q. Fennick), Alexis Kanner (Alec Misner), Robert Arden (Detective Williams), John Bloomfield (Stout Man), Paul Carpenter (Brent Kingman)

## Le dodici miniature
- Titolo originale: The Saint Sees It Through
- Diretto da: Robert S. Baker
- Scritto da: Ian Kennedy-Martin

### Trama
Ad Amburgo, il locale "Tante Ada", è la base per reclutare dei marinai mercantili al fine di importare, illegalmente, dodici miniature artistiche dal valore inestimabile. Il Santo, reclutato dalla Cia, arriverà a fingersi marinaio e a farsi assoldare come trafficante.